# 448

## Esdeveniments
- Comença el regnat de Requiari, rei dels sueus
- Condemna del monofisisme de Jesús com a heretgia
- Intents per part de Roma de detenir els avenços d'Àtila mitjançant pactes

## Necrològiques
- Mort del rei dels francs salis, Clodió el del Cabells Llargs. Tres fills el succeeixen a Tournai, Cambrai i Therouane